# カシスプリン
カシスプリンは、かつて太田プロダクションで活動していた日本の男女お笑いコンビ。2022年11月30日解散。

## メンバー
- お～くぼ～（本名:大久保 薫〈おおくぼ かおる〉1978年4月25日（46歳） - ）
  - 神奈川県川崎市出身[2]。
  - よしもと在籍時から芸名を「お～くぼ～」としている[1]。
  - 共立女子大学卒業[2]。
  - 公称サイズ:身長164cm、B80cm、W60cm、H80cm、足25.5cm。血液型B型[2]。
  - 腕が長く、横に広げた長さが189cmにもなる[2]。こう言ったことから学生時代は『ラピュタのロボット兵』『チンパンジー』『イエティ』とあだ名をつけられていた[3]。
  - よく男に間違えられるという風貌が特徴[3]。
  - プロ野球好き[4]で、プロ野球観戦やバッティングセンター通いが趣味。助っ人外国人選手の情報に詳しい[2]。
  - 女芸人野球チーム「ミラクルキッシーズ」のメンバーでもある[5]。左投げ右打ち[4]で、スライダーを投げることが特技[2]。
  - 趣味は他に読書（月に10冊は読む）、読んだ本の紹介[2]。
  - 座右の銘は「自問自"闘"」[3]。
  - 社会に溶け込め切れず浮きまくっていたことがあったことから、「自分のマイナス面をプラスに出来るのはお笑いしかない」と思ってお笑い界に入った[3]。
  - かつてはコンビ『ニートホープ』、コンビ『グリングリン(この時の相方はドイツみちこ（現・こじらせハスキー）)』として活動。

- 前河 キヨトシ（まえかわ きよとし、本名:前河 清利〈読み同じ〉[1]1981年2月4日（44歳） - ）
  - 北海道札幌市出身[2]
  - 札幌市立手稲東中学校、北海高等学校、札幌商科専門学校卒業[6]。
  - 公称サイズ:身長182cm、足23.5cm。血液型AB型[2]。
  - 日商簿記検定3級の資格有り[2]。
  - 趣味や好きなことは、音楽鑑賞（特にロック）、漫画・アニメ・邦画観賞、ゲーム、バイク[7][3]。
  - 座右の銘は「来るもの拒まず去るもの"追う"」[3]。好きな言葉は「質実剛健」「百折不撓」「ゲルマン魂」「ジーク・ジオン」[6]
  - 大久保曰く相方・前河は「なかなかの天然」で、有り得無さそうなことが良く起こるとのこと[3]。
  - かつては『第4コーナー』『なかぢ』のそれぞれのコンビ（またはトリオ）として活動[1][3]。

## 来歴
共にNSC東京校8期出身（2002年 - 2003年在学）で、2008年2月4日結成。元々別々に活動していた時から一緒に相談に乗ってくれていたという関係で、共にそれぞれのコンビ（トリオ）がうまく行っていなかった中で前河が「男女コンビだったら目立つかも知れない」と思い、大久保を誘う。大久保は「コンビは同性で組むもの」と言った固定観念を持っていたことから1回断ったが、最後には結成に至った。
NSC卒業後は2人ともよしもとクリエイティブ・エージェンシー東京に所属していた。2013年11月限りでよしもとを離れ、その後約1年7か月間フリーとして活動。2015年7月に太田プロダクションへ移籍。
2022年11月30日を以ってコンビを解散することを発表。前河は芸人を引退する。

## 芸風
漫才、コントともに演じている。大久保が男に間違えられることや腕が長いことをよくネタにしている。大久保には両腕で挟み込んでツッコむという芸がある。

## 出演

### テレビ
- ポケモンスマッシュ!（テレビ東京）- 2013年4月14日
- 有田チルドレン（TBS）- 2015年6月2日、23日
- 女神のマルシェ（日本テレビ）- 2015年8月7日
- 前略、西東さん（中京テレビ放送）- 2015年10月3日「事務所イチ押し! 超新星の合戦」出演5組の中から勝者に選ばれる[13]。
- 有吉ベース（フジテレビONE）- 2016年1月11日、25日
- 輝け!ギャラ3000円芸人（BSスカパー）
- ツギクルもん（フジテレビ）- 2016年2月13日
- ピエール瀧のしょんないTV（静岡朝日テレビ）- 2016年6月30日、7月7日、12月8日、15日 大久保のみ「ミラクルキッシーズ」のメンバーとして出演
- カンムリ（中国放送）- 2016年8月19日 大久保のみ「ミラクルキッシーズ」のメンバーとして出演
- 新春さんま総選挙2017（TBS）- 2017年1月3日
- 東京オーディション(仮)（TOKYO MX）- 2017年1月30日深夜初出演
- 勇者ああああ（テレビ東京）- 2018年5月25日、前河のみ
- ヤバイかスゴイか カミヒトエ!（テレビ朝日）- 2019年5月29日 お～くぼ～のみ、プロ野球助っ人外国人選手の情報ネタを披露[14]。

### Web放送
- ぶるぺん（GYAO!）

### ラジオ
- 東海ラジオ開局60周年記念「月イチでらブレイク」（東海ラジオ放送）- 2019年11月10日深夜、11月担当メインパーソナリティ[15]